# Eurycentrum amblyoceras
Eurycentrum amblyoceras är en orkidéart som beskrevs av Rudolf Schlechter. Eurycentrum amblyoceras ingår i släktet Eurycentrum och familjen orkidéer. Inga underarter finns listade i Catalogue of Life.